# Sławomir Dudczak
Sławomir Dudczak (ur. 4 listopada 1963 w Osięcinach) – żołnierz, polski dowódca wojskowy, generał brygady Wojska Polskiego, były dowódca 12 Brygady Zmechanizowanej im. gen. broni Józefa Hallera.

## Życiorys

### Wykształcenie
Sławomir Dudczak ukończył Wyższą Szkołę Oficerską Wojsk Zmechanizowanych (1988), kurs przekwalifikowania dowódców kompanii specjalnych w WSOWZ Wrocław (1990), kurs doskonalenia pedagogicznego dowódców pododdziałów na Akademii Obrony Narodowej (1993), studia wyższe na wydziale wojsk lądowych kierunku dowódczo – sztabowym na Akademii Obrony Narodowej (1996), kurs języka angielskiego w Łodzi (1998), kurs języka angielskiego w ośrodku szkolenia językowego w Saint-Jean w Kanadzie (1998), staż "On The Job Training" w instytucjach Ministerstwa Obrony Kanady oraz w dowództwach i sztabach w Kanadyjskich Siłach Zbrojnych (2000), podyplomowe studia na wydziale zarządzania przedsiębiorstwem Uniwersytet Szczeciński (2000), podyplomowe studia polityki obronnej w AON (2014). 

### Służba wojskowa
Służbę wojskową rozpoczął w 1988 jako dowódca plutonu rozpoznawczego w 16 batalionie rozpoznawczym w Szczecinie. Następnie w tym samym batalionie był zastępcą dowódcy kompanii specjalnej oraz dowódcy kompanii rozpoznawczej, którym był do 1993. W latach 1996–1997 był kierownikiem sekcji rozpoznawczej w 12 Brygadzie Zmechanizowanej w Szczecinie. W 1997 został wyznaczony na stanowisko starszego oficera i szefa sekcji w 12 Dywizji Zmechanizowanej. W latach 2001–2006 pełnił funkcję dowódcy 12 batalionu rozpoznawczego w Szczecinie. W międzyczasie, od lipca 2003 do  stycznia 2004 był w ramach I zmiany Polskiego Kontyngentu Wojskowego w Iraku na stanowisku szefa sekcji. W 2006 piastował funkcję szefa wydziału rozpoznania i walki elektronicznej w 12 Dywizji Zmechanizowanej, z przerwą na udział w VI zmianie PKW Irak (styczeń – lipiec 2006) oraz w X zmianie PKW IRAK (styczeń – październik 2008) jako szef oddziału G-2. W 2008 został wyznaczony na stanowisko dowódcy 2 pułku rozpoznawczego w Hrubieszowie. W 2011 objął stanowisko szefa sztabu w 12 Dywizji Zmechanizowanej. Od września 2013 r. przebywał w rezerwie kadrowej w AON-ie i Dowództwie Generalnym Rodzajów Sił Zbrojnych w Warszawie. W sierpniu 2014 r. objął funkcję szefa Zarządu Rozpoznania i Walki Elektronicznej w Dowództwie Operacyjnym Rodzajów Sił Zbrojnych w Warszawie. 
4 lutego 2019 został desygnowany na stanowisko dowódcy 12 Brygady Zmechanizowanej imienia generała Józefa Hallera w Szczecinie. W dniu 12 listopada 2019 r. awansowany do stopnia generała brygady. Akt mianowania odebrał z rąk Prezydenta Rzeczypospolitej Polskiej Andrzeja Dudy. 1 października 2020 rozpoczął służbę w Dowództwie Generalnym Rodzajów Sił Zbrojnych. 

## Awanse
- podporucznik – 1988
- porucznik – 1991
- kapitan – 1995
- major – 1999
- podpułkownik – 2003
- pułkownik – 2008
- generał brygady – 12 listopada 2019[5]

## Ordery i odznaczenia
- Srebrny Krzyż Zasługi – 2004 (Prezydent RP)[a]
- Brązowy Krzyż Zasługi – 1992 (Prezydent RP)
- Srebrny Medal za Długoletnią Służbę - 2012 (Prezydent RP)
- Gwiazda Iraku – 2009 I (Prezydent RP)
- Złoty Medal „Za zasługi dla obronności kraju” – 2011 (Minister ON)
- Srebrny Medal „Za zasługi dla obronności kraju” - 2009
- Brązowy Medal „Za zasługi dla obronności kraju” - 2005
- Złoty Medal „Siły Zbrojne w Służbie Ojczyzny” – 2013 (Minister ON)
- Srebrny Medal „Siły Zbrojne w Służbie Ojczyzny” – 2012
- Brązowy Medal „Siły Zbrojne w Służbie Ojczyzny” – 2000
- Medal Pamiątkowy Wielonarodowej Dywizji Centrum-Południe w Iraku – 2009

## Wyróżnienia
- Odznaka Skoczka Spadochronowego Wojsk Powietrznodesantowych – 1986
- Złota Wojskowa Odznaka Sprawności Fizycznej – 1990
- Odznaka pamiątkowa 16 Batalionu Rozpoznawczego – 1993
- Odznaka absolwenta AON – 1996
- Odznaka pamiątkowa 12 Brygady Zmechanizowanej – 1997
- Odznaka pamiątkowa 12 Batalionu Rozpoznawczego – 2001
- Odznaka pamiątkowa 2 Pułku Rozpoznawczego – 2008
- Odznaka pamiątkowa 12 Dywizji Zmechanizowanej – 2011
- Odznaka pamiątkowa DG RSZ – 2014
- Odznaka absolwenta Podyplomowych Studiów Polityki Obronnej AON – 2014
- Odznaka pamiątkowa 2 Stargardzkiego Batalionu Saperów – 2019